# Rickenbacker
Rickenbacker (Ріккенбеккер) — з 1921 року американський виробник автомобілів. Штаб-квартира розташована в Детройті, штат Мічиган. У 1927 році компанія припинила виробництво автомобілів.

## Едвард Ріккенбеккер
Едвард «Едді» Ріккенбеккер був відомим гонщиком, який до Першої світової ганяв на автомобілях марки Columbus, Maxwell і автомобілях конструкції братів Duesenberg. Саме Ріккенбеккер в 1911 році поставив рекорд швидкості для США на автомобілі марки Flayer, він розвинув тоді більше 214 км/год.
Коли почалася війна, Ріккенбеккер йде служити в авіацію, він потрапляє в 94-ий винищувальний ескадрон, який переважно складається з волонтерів, що воювали в ескадрильї «Лафаєт», але коли США вступили у війну, то хлопці стали воювати під прапором США. Незабаром Ріккенбеккер став показувати видатні результати і в повітрі, він став найкращим з американських льотчиків, збивши 26 німецьких літаків, він отримав звання «Ace of Aces» — «Ас із асів», оскільки всього ескадрилья збила 70 літаків супротивника, з них більше третини припадало на «Едді».

## Заснування компанії
Тим часом в 1921 році Берні Еверетт, чиє ім'я тісно пов'язане з компанією Студебеккера (справа в тому, що за 10 років до цього брати Студебеккер купили фірму E-M-F Motors, одним із засновників якої і був Еверетт), вирішує відкрити ще одну фірму, але дати їй ім'я американського героя. Він пропонує Ріккенбеккеру зайнятися виробництвом автомобілів та місце віце-президента компанії, ас погоджується.
Тим часом Еверетт шукає для підприємства компаньйона, він звертається до свого давнього приятеля, а тепер глави корпорації United States Motors (пізніше це стане компанією Chrysler) — Волтера Фландерса, чия буква мається в назві фірми E-M-F Motors. Той підписується під цю справу, і в липні 1921 року ґрунтується фірма Rickenbacker Motor Company.

## Початок виробництва автомобілів

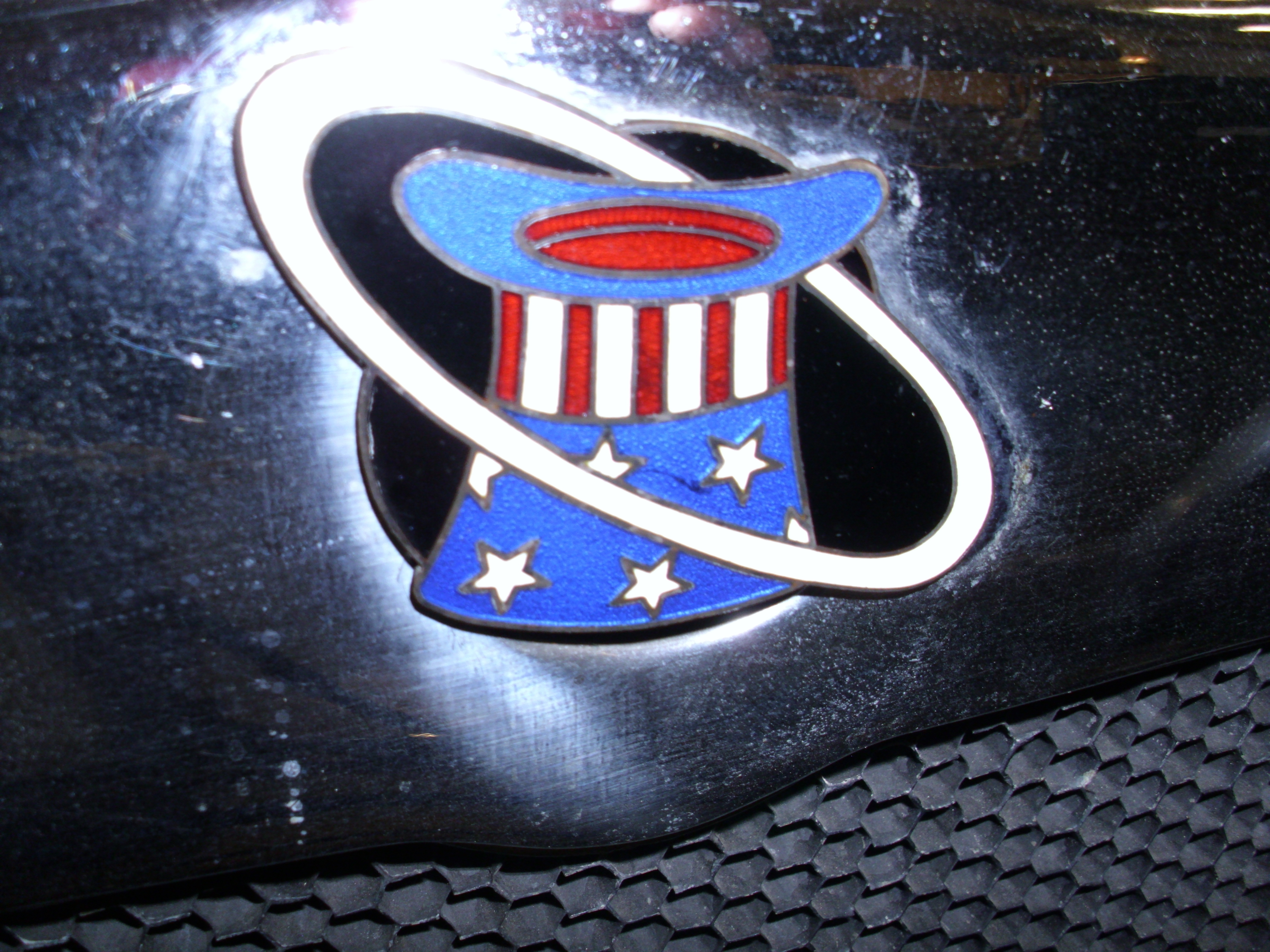
Емблема Rickenbacker Motors

Приятелі купують завод на Мічиган Авеню в Детройті, ці приміщення дозволяють випускати до 200 авто на день. Поки придумували автомобіль, який повинен був стати первістком компанії, було вирішено використовувати як емблему фірми емблему 94-го ескадрону: циліндр «Дядька Сема» в кільці.
У січні 1922 року на Нью-Йоркській виставці публіці був показаний перший автомобіль компанії, який отримав назву Six.

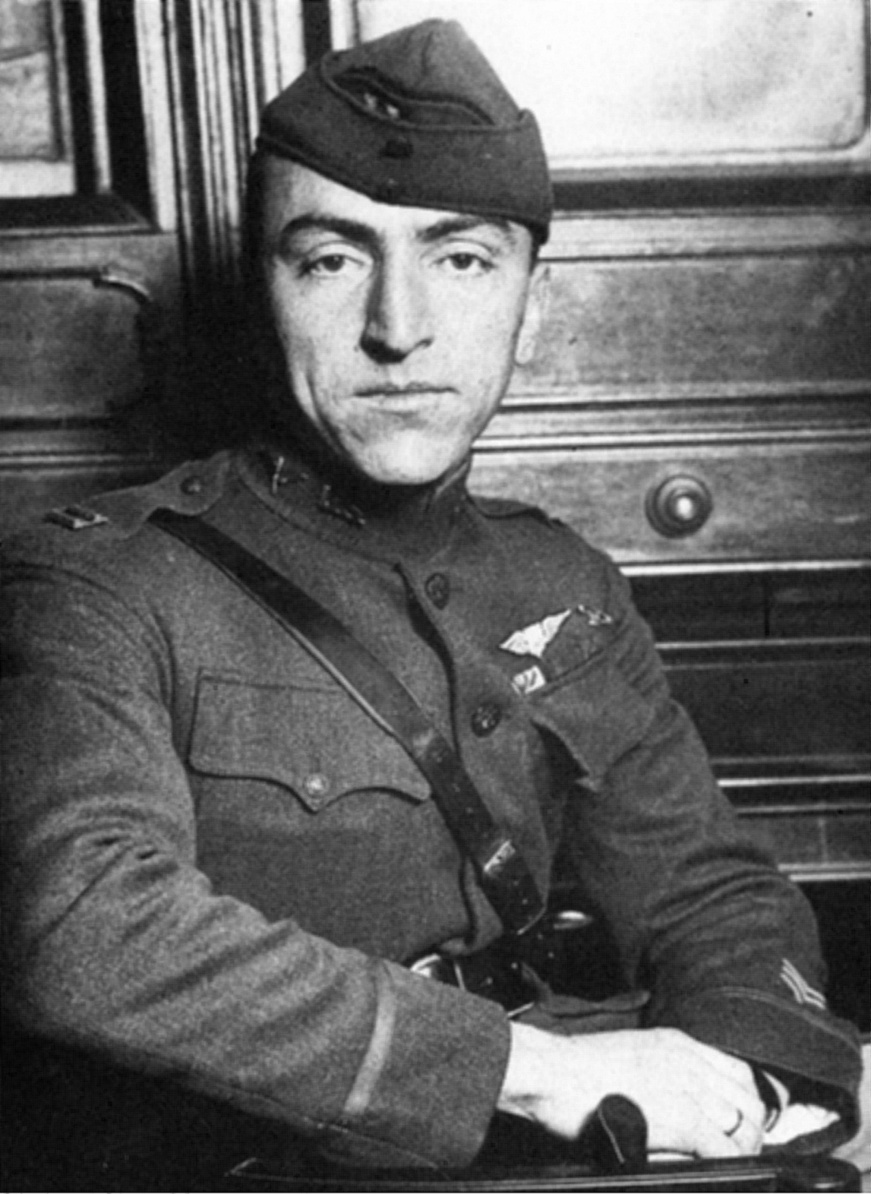
Едвард Ріккенбеккер

Автомобіль мав 6-циліндровий 3.5 л мотор, потужністю 58 к.с., що дозволяло автомобілю розганятися до 95 км/год. Мотор мав родзинку — у нього було 2 маховики, кожен з яких знаходився на кінцях розподільчого валу. Встановити їх була ідея «Едді», він побачив цю систему на моторах німецьких літаків, завдяки двом маховикам мотор був дуже еластичним, і вібрації від нього були зведені до мінімуму, крім іншого, прототип, виставлений на автомобільній виставці, був оснащений механічними гальмами всіх коліс, але тоді мало хто звернув на це увагу. Також машина вигідно відрізнялася від інших низькою конструкцією рами.
Незабаром в серію запустили практично ідентичний автомобіль, який тільки позбувся гальм на передніх колесах, оскільки було вирішено, що публіка ще не готова до такої новинки, авто набуло популярносі, до травня випускали по 50 авто в день.
Цікавий факт, що для пропаганди радіо в США було куплено два автомобілі нової марки, дві подружні пари Уоллес Блуд і Хенц оснастили свої автомобілі підсилювачами антен, які розташовувалися на даху, і проїжджаючи з Детройта в Лос-Анджелес зупинялися в сільських населених пунктах, щоб продемонструвати можливості радіо.
На наступний рік серійна машина отримала індекс В, хоча ніяких технічних змін не було зроблено, просто було вирішено кожен новий модельний ряд називати подальшою буквою алфавіту.
11 червня 1923 року глава фірми — Фландерс — їхав до своєї щойно купленої вілли, коли його автомобіль потрапив в аварію, в якій Фландерс загинув. Це стало найсильнішим ударом по фірмі, оскільки фірма успішно існувала завдяки зв'язкам і грошам Фландерса. Через 16 днів фірма заявила, що автомобілі нового модельного ряду (С), будуть серійно оснащуватися гальмами всіх коліс, ставши першими у своєму класі. Хоча відомо, що деякі клієнти замовляли собі таку гальмівну систему ще з 1922 року. «Ріккенбеккер» стала першою фірмою в США, яка стала встановлювати гальма всіх коліс на автомобілях цього класу, в день загибелі Фландерса фірма «Паккард» оголосила про цю опцію для своїх восьмициліндрових автомобілів, проте ці обидві фірми обігнала компанія «Дюзенберг», яка першою в світі стала продавати машини з 4-ма гальмами.
Еверетт і Ріккенбеккер очікували, що ця опція посприяє продажу, оскільки тільки дуже дорогі машини можуть похвалитися цією фішкою, але продажі виявилися нижчими прогнозованих, справа в тому, що компанії «Форд Моторс» і «Студебеккер» починають активну антирекламу автомобілів з 4-ма гальмами, вказуючи в замовних статтях, що машини з гальмами всіх коліс нестабільні, небезпечні і т. д.. Справа в тому, що на складах цих фірм скупчилося багато шасі автомобілів, які були оснащені гальмами тільки задніх коліс, особливо завзято виступала проти 4-х гальм фірма «Студебеккер», яка продавала автомобілі в тій же ціновій категорії, оснастити 4-ма гальмами свої машини було дорожче, ніж підкупити пресу.
У 1924 році модель С отримує мотор збільшеного об'єму — 3.9 л, потужність зросла до 68 к.с.. Колінчастий вал мотора спочивав вже не на 3-х підшипниках, а на 7-ми. Також в 1924 році був представлений автомобіль з 8-циліндровим мотором, який отримав назву Vertical 8 Super Fine. Новий мотор, об'ємом 4.4 л і потужністю 80 к.с., встановлювався на нових шасі, які були довші колишніх в базі на 12 см.
Однак і ці автомобілі не мали особливого попиту, 1924 рік фірма закінчує в збитку.
У 1925 році економіка США перебувала в рецесії, і на складах до середини року скупчилися не продані автомобілі, Еверетт йде на непопулярний у дилерів крок — він знижує ціну автомобілів з 8-циліндровими моторами і фіксує продавану ціну, тим самим дилери втрачають свій прибуток на перепродажу. У тому ж році Едді Реккенбеккер сидить за кермом пейс-кару Інді 500 — Rickebacker Six D.
У січні 1926 року на виставці в Нью-Йорку був показаний 4-місний автомобіль, який мав специфічний дизайн, машина мала назву Super Sport Boattail Coupe, і як рекламувала фірма — була найшвидшою в США 4-місною машиною, серійний 80-сильний автомобіль розвивав 160 км/год . Через свою високу ціну (5000 тодішніх доларів) було вироблено всього 20 таких автомобілів.
Тим часом Еверетт, якому належати й інші фірми, хоче реструктуризувати фірму «Ріккенбеккер», проти чого виступає колишній льотчик, в результаті вони сваряться, і у вересні 1926 року Ріккенбеккер, отримавши від фірми 250 000 доларів компенсації, покидає її, проте сварка з Ріккенбеккером була помилкою Еверретта, слух про те, що живий символ фірми пішов з неї, далеко не сприяв продажам.

## Припинення виробництва автомобілів. Закриття компанії
До 1927 року Еверетт готує новий модельний ряд: 6-циліндровий 3.9 л 70-сильний 6-70 на колишніх шасі 6-циліндрової моделі; 8-циліндровий 8-80, який мав коротші шасі в порівнянні з попередньою 8-кою, і довгу модель з базою в 3.45 м (у найменшої моделі база дорівнювала 2.97 м) 8-90, яка оснащувалася новим мотором, об'ємом 5.2 л і потужністю 90 к.с.. Однак, випустивши до лютого 1927 року всього 517 машин, Еверетт змушений був закрити ворота підприємства.
У 1928 році обладнання фірми було продано з аукціону, а технічна документацію та оснащення на виробництво 6-циліндрового 3.9 л і 8-циліндрового 5.2 л моторів була куплена данцем Йоргенном Скафте Расмусенном, який був главою фірми DKW, його компанія тільки поглинула фірму Audi, і Расмуссен вирішив прикупити цілком сучасні двигуни для автомобілів марки Audi. Вигравши лот, він був переправлений до Німеччини, в 1929 році стартували продажі 8-циліндрових Audi Type SS 20/100PS Zwickau, а через два роки було готове обладнання для виробництва 6-циліндрових моторів, які стали ставитися на Audi Type T 15/75PS Drezden.
Едді Ріккенбеккер після відходу з фірми купив гоночну трасу Індіанаполіса — Indianapolis Motor Speedway. Потім зайнявся авіабізнесом, ставши через якийсь час главою Eastern Air Lines. Під час війни використовувався як «натхненник» бойового духу у американських солдатів, і в одному з перельотів на авіабазу він був збитий над океаном, старий із командою з ще 6-ти чоловік (один загинув під час аварії літака), 23 дні плавали у водній стихії на уламках літака, поки не були знайдені. Так що він помер у глибокій старості в 1973 році.
Що стосовно Еверетта, то він продав приміщення заводу компанії Briggs Body, яка пізніше стала постачати кузови фірмі Packard, а потім і зовсім була поглинена «Крайслером».

## Список автомобілів Rickenbacker
- 1922 — Rickenbacker Six A
- 1923 — Rickenbacker Six B
  - Rickenbacker Six C
- 1924 — Rickenbacker Vertical Eight
- 1925 — Rickenbacker Six D
- 1926 — Rickenbacker Vertical Eight Super Sport
- 1927 — Rickenbacker 6-70
  - Rickenbacker 8-80
  - Rickenbacker 8-90